# Francesco Lodesani

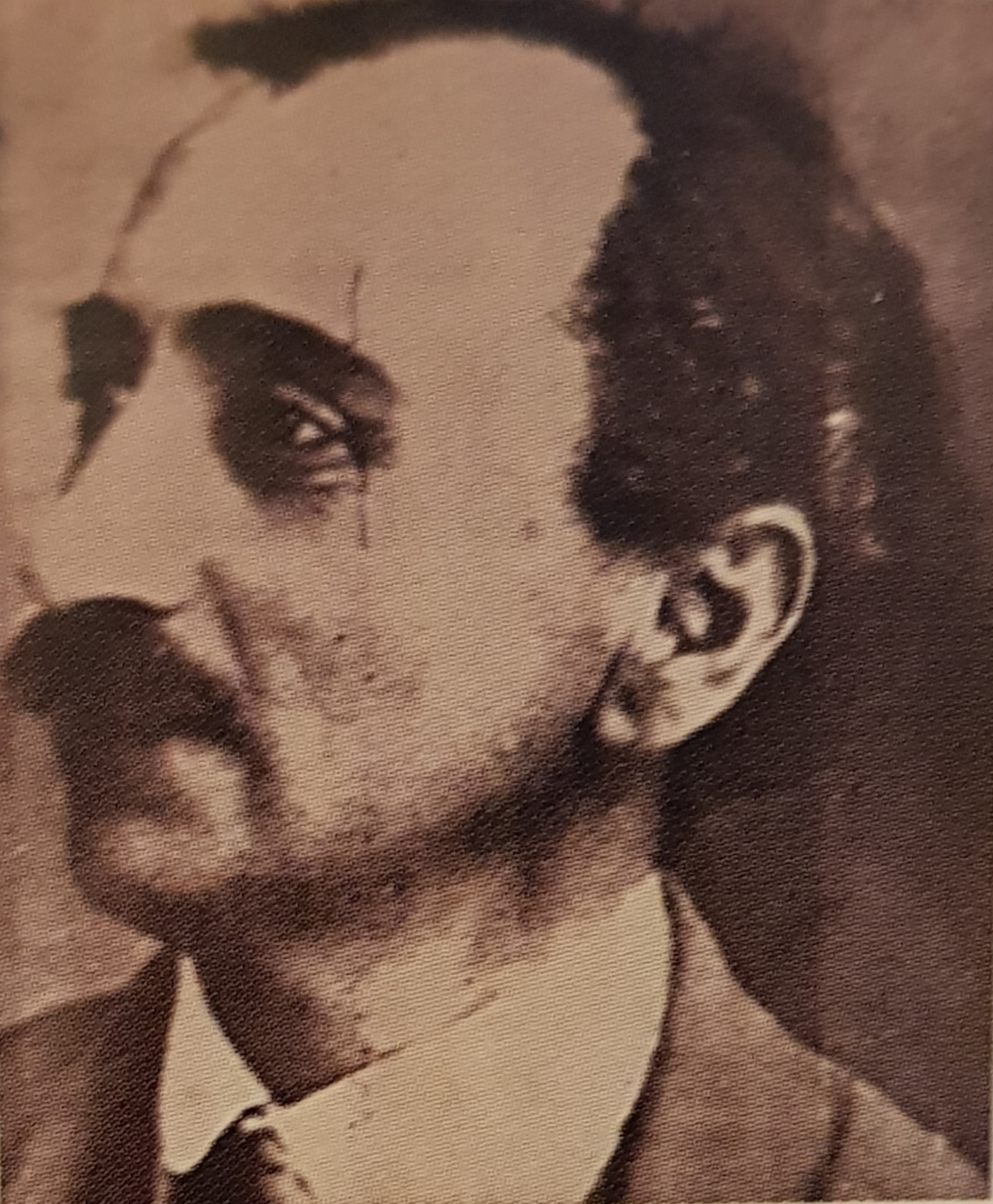
Fotografia di Francesco Lodesani.

Francesco Lodesani (Scandiano, 19 ottobre 1881 – Scandiano, 26 dicembre 1953) è stato uno scultore italiano.

## Biografia
Francesco Lodesani nacque ad Arceto, una frazione di Scandiano, nel 1881. A lui si devono alcuni edifici presenti in via Fogliani a Scandiano, detta anche Scandiano Nuova, fatta costruire dal sindaco Venerio Zuccoli.
Tra queste spiccano il Palazzo dell'Ex Banca Popolare Scandianese, che oggi ospita attività commerciali, e la Palazzina Liberty, detta anche Palazzina Lodesani, sede delle associazioni di volontariato scandianesi. A lui si deve anche la facciata dell'edificio del Comune di Viano, le raffigurazioni della Via Crucis nei pressi della Chiesa dei Cappuccini di Scandiano e la facciata del Teatro Shakespeare di Arceto, andato perduto nel 1916.

## Palazzina Lodesani[4]
Dal 1904 ha infatti avuto avvio nel centro di Scandiano un’opera demolizione e ricostruzione di alcuni isolati ritenuti non decorosi. Al professor Francesco Lodesani, fu affidato l’incarico di adattare un edificio costruito inizialmente come abitazione popolare. Lodesani abbellì la struttura esistente con rilievi in cemento, incastonati nella sagoma ottocentesca delle lesene accoppiate e del balconcino sovrapposto all’ingresso. Sulla facciata sono rappresentate immagini di putti, di corone floreali, di girali, di festoni e di momenti salienti della vita contadina. Vi sono anche rappresentazioni scultoree di bambine, a grandezza quasi naturale. Nei capitelli si ripetono motivi antropomorfi e zoomorfi.
La Palazzina Lodesani, a seguito di un restauro eseguito tra il 1999 e il 2003, è diventata la sede della associazioni di volontariato scandianesi. Antistante alla struttura è presente una piccola area verde attrezzata per bambini.

## Galleria d'immagini

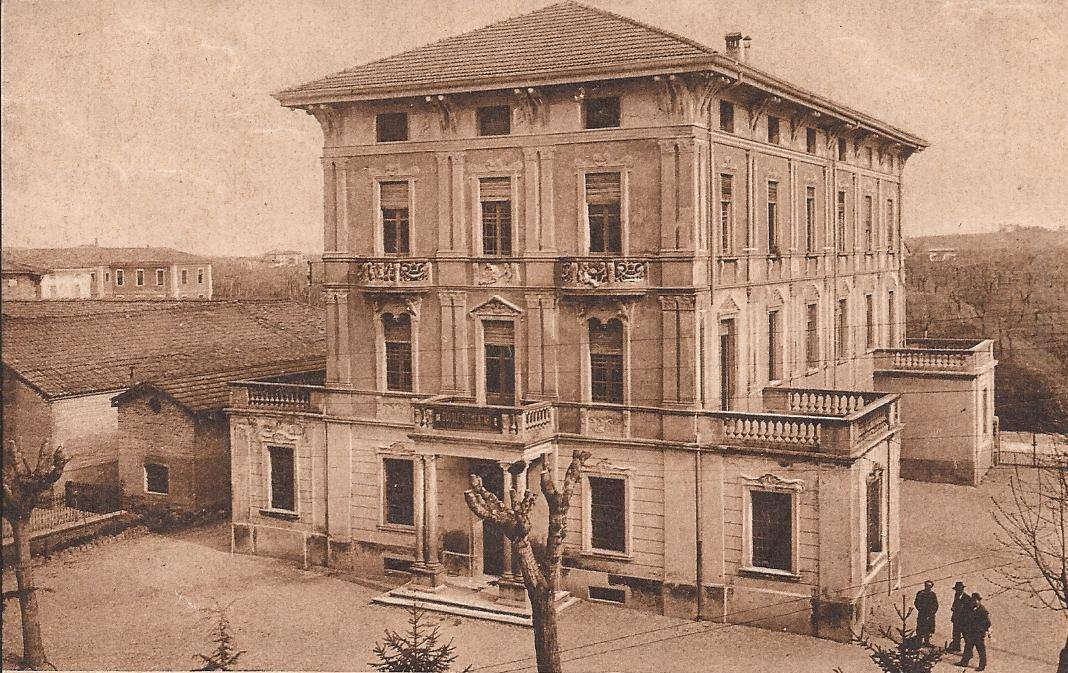
La Palazzina Lodesani in una foto d'epoca.
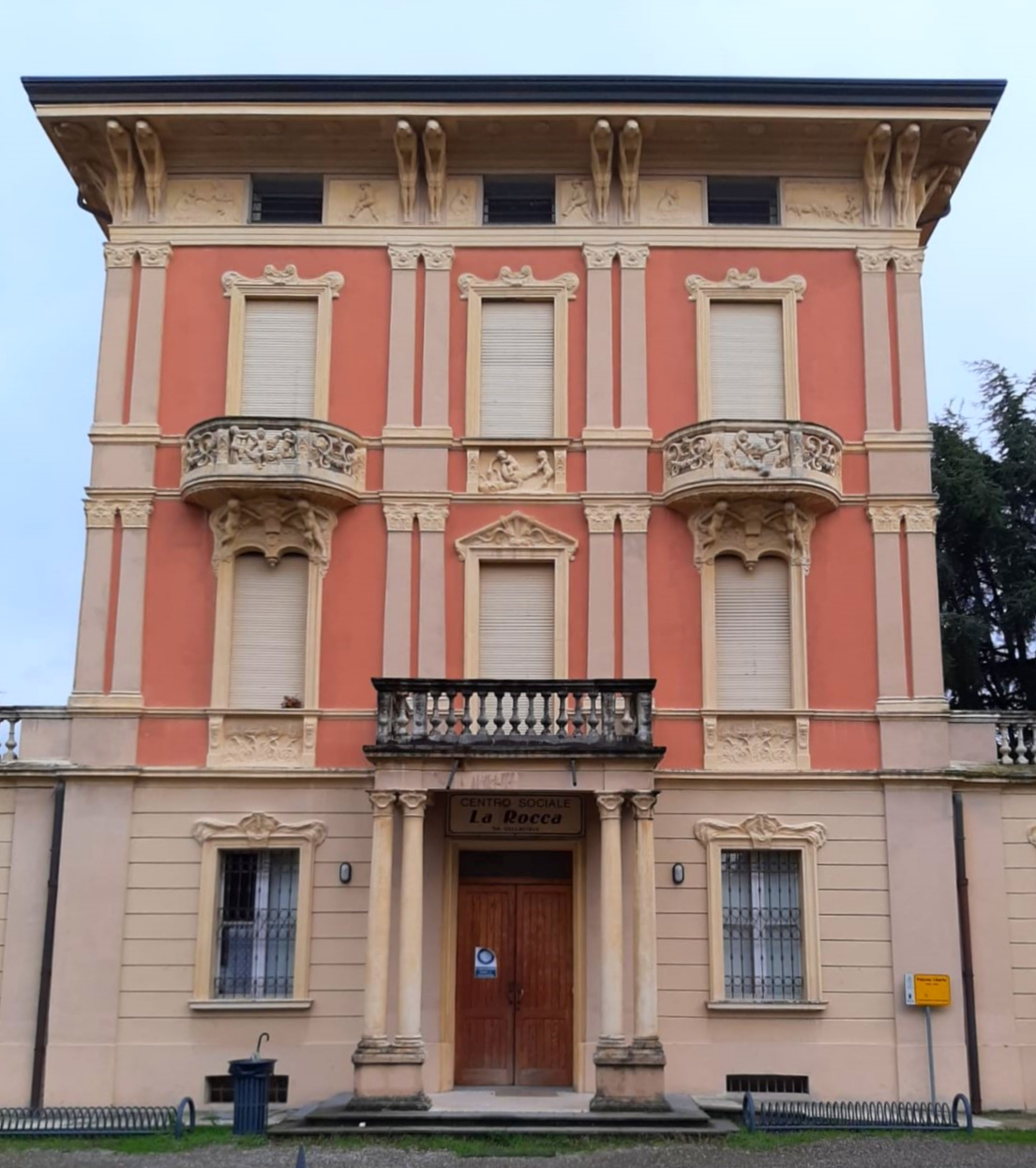
Ingresso della Palazzina Lodesani.
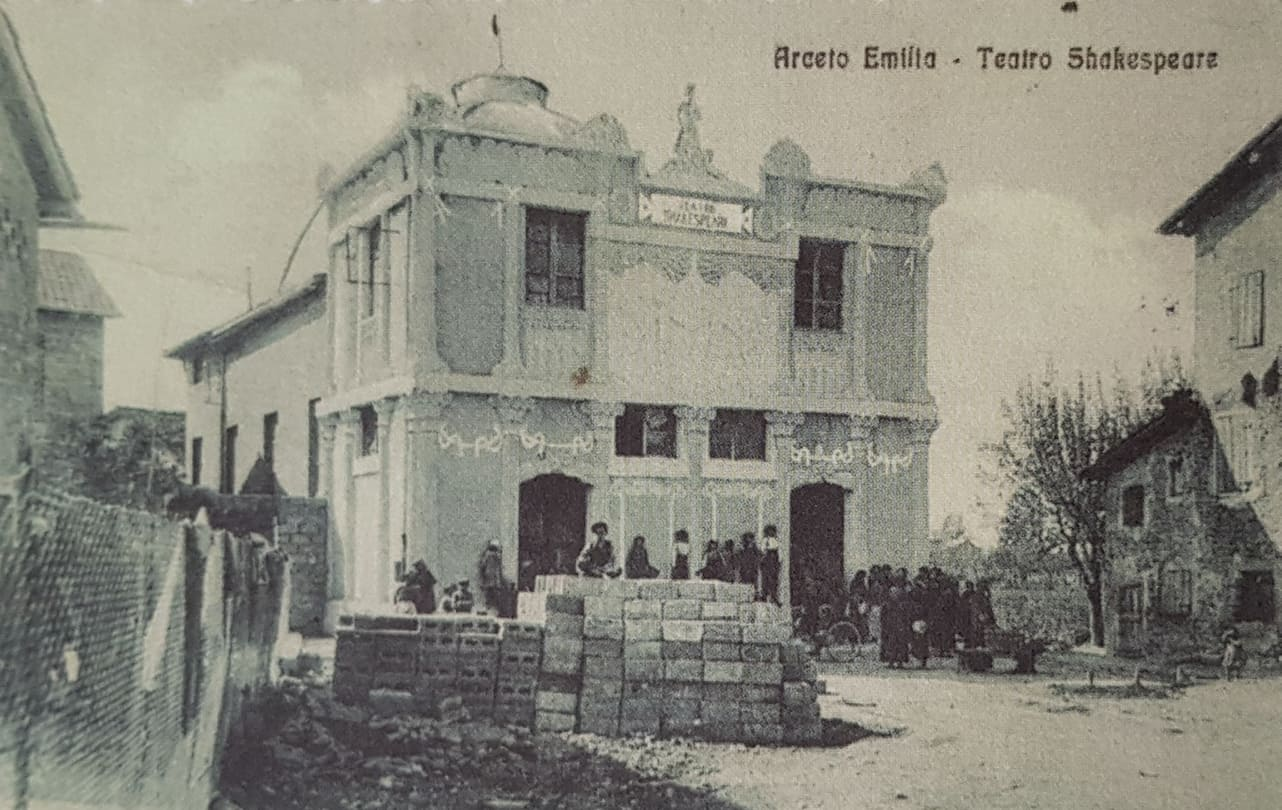
Facciata del Teatro Shakespeare.
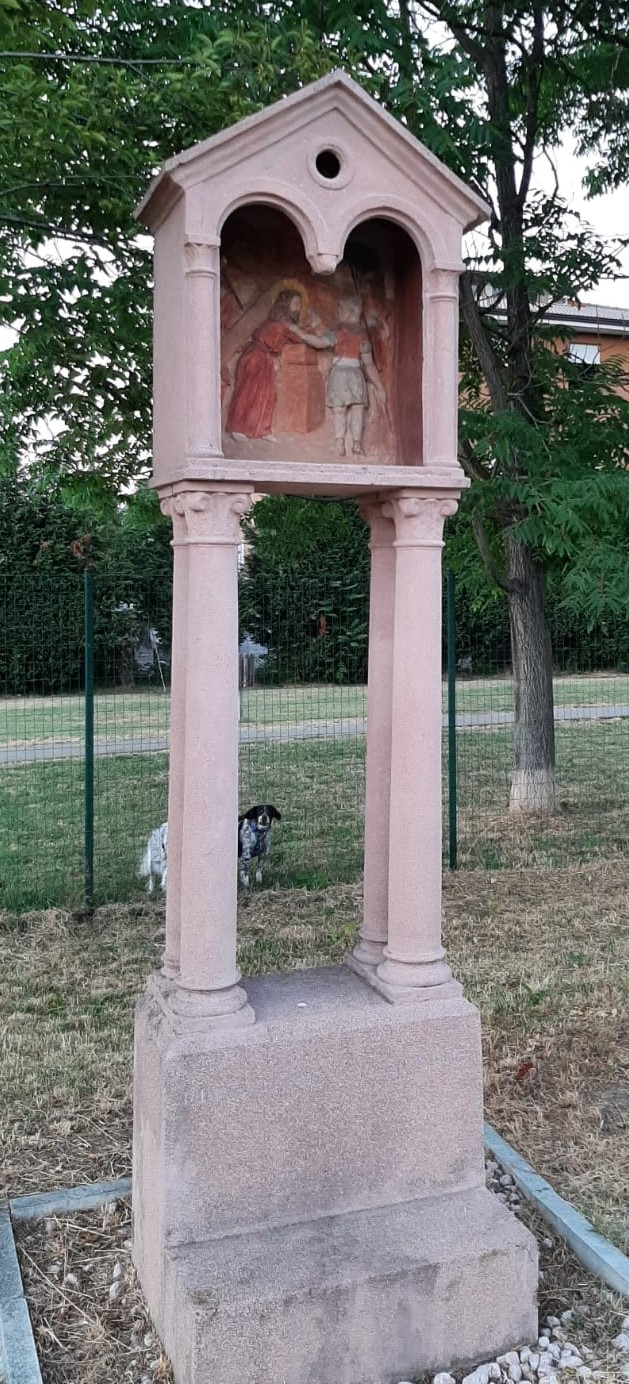
Una stazione della Via Crucis lungo la strada che conduce alla Chiesa dei Cappuccini (Scandiano).